# ウルトラマンキッズ M7.8星のゆかいな仲間
『ウルトラマンキッズ M7.8星のゆかいな仲間』（ウルトラマンキッズ エムななてんはちせいのゆかいななかま）は、劇場公開されたアニメ映画作品。1984年3月17日公開。松竹富士配給。同時上映『ウルトラマンZOFFY ウルトラの戦士VS大怪獣軍団』。

## あらすじ
宇宙商人マジャラの宇宙船で働いていたミドリは、ボロ靴の中に入っていたため、M7.8星に残されてしまう。ミドリをみつけたM7.8星のこどもたちは、ミドリとの友情を深めてゆく、やがてマジャラがミドリを連れ戻しに来るが、M7.8星のこどもたちと仲良くなっているミドリに気づき、ミドリをM7.8星に残して去っていく。

## 声の出演
- マー：山田恭子
- ピコ：花井その子
- マジャラ：富山敬
- ター：藤村三枝子
- ルーキィ：近藤真紀子
- ピグコ：大杉久美子
- ミドリ：山田美和
- バル：水倉久美子
- メフィラ：佐藤由衣
- エレピー：湯上圭子
- ガマラ：西村知道
- グローサー先生：青野武

## スタッフ
- 監督、脚本：永樹凡人
- 製作、企画：円谷皐
- プロデューサー：福井顯、宇川清隆
- アニメキャラクター・デザイン：篠崎桂久子
- 音楽：菊池俊輔
- 美術：下川忠海
- 撮影：白井久男
- 編集：尾形治敏
- タイトルロゴデザイン：青柳寬
- メカニックデザイン：細川留美子
- 制作デスク：菊池由利子
- 音響ディレクター：本田保則
- 脚本演出助手：三崎あきら、ときまつさなえ
- 作画：鄭世権、崔貞奎、鄭漢溶、崔炳南

## 主題歌
エンディングテーマ「キッズのチャチャチャ」
作詞 - 谷のぼる/作曲・編曲 - 菊池俊輔/ 歌 - 山田恭子、コロムビアゆりかご会

## 映像ソフト化
2015年9月4日にTCエンタテインメントから発売の、「ウルトラマンキッズDVD-BOX I」に本作のDVDが収録されている。